# Budišov

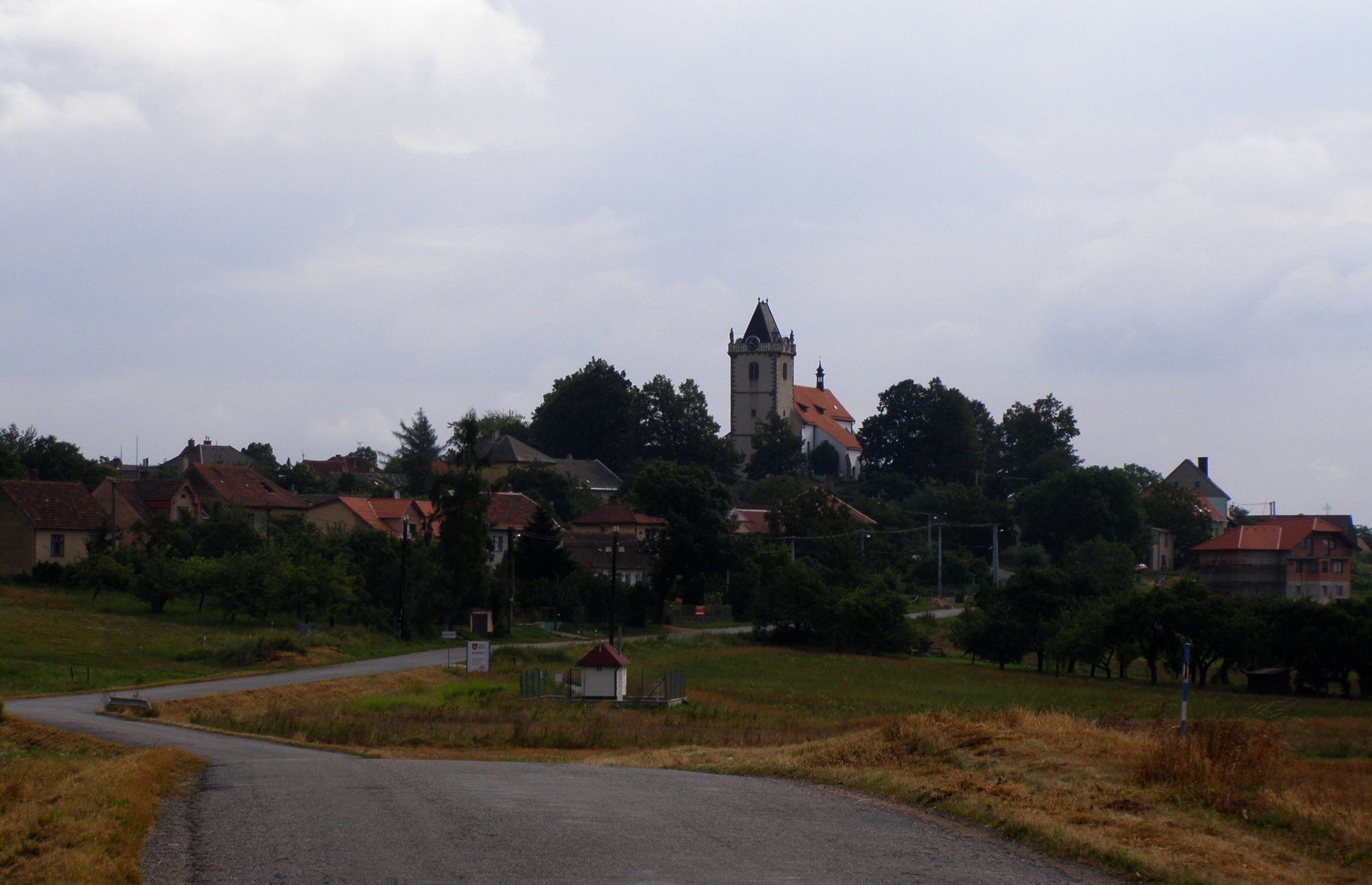
Blick auf Budišov von Westen her

Budišov (deutsch Budischau) ist eine Minderstadt in Tschechien. Sie liegt 13 Kilometer nordwestlich von Náměšť nad Oslavou und gehört zum Okres Třebíč.

## Geographie
Budišov befindet sich rechts der Oslava im Krischanauer Bergland (Křižanovská vrchovina) im Süden der Böhmisch-Mährischen Höhe. Östlich erhebt sich der Hügel Kněžský kopec (Pfaffenberg, 507 m). Durch den Ort führen die Staatsstraße II/390 zwischen Rudíkov und Tasov sowie die Bahnstrecke Studenec–Křižanov.
Nachbarorte sind Hodov im Norden, Kundelov, Studnice und Klementice im Nordosten, Rejdůveň, Kamenná und Mihoukovice im Osten, Holeje und Pyšel im Südosten, Doubrava, Spálený Dvůr und Kojatín im Süden, Nárameč im Südwesten, Obora und Nový Dvůr im Westen sowie Rudíkov im Nordwesten.

## Geschichte
Die erste schriftliche Erwähnung des Ortes erfolgte im Jahre 1104. Zu dieser Zeit befand sich südlich des heutigen Budišov die Ansiedlung Dobrutoys, die den nördlichsten Besitz des Benediktinerklosters Třebíč darstellte. Für das Jahr 1115 findet sich nochmals eine Erwähnung von Dobrutoys bzw. Dobrutowicz in der Chronica Boemorum, danach erlosch die auf dem Gebiet der heutigen Siedlung Doubrava gelegene Ansiedlung.
Um 1194 wurde Budišov durch Budiš vom Lomnice gegründet. Die Feste wurde zum Sitz des Geschlechts der Herren von Budišov, wobei sich eine angeblich 1234 von Přemysl Otakar I. für Tas von Budišov gefertigte Urkunde als neuzeitliche Fälschung erwies. Seit 1240 ist Budiš von Budišov als Besitzer der Herrschaft belegt. 1398 verband sein gleichnamiger Nachfahr Budišov mit den Güter des Adam von Popowitz und Dobesch. 1409 schloss sich Budiš von Budišov mit anderen mährischen Rittern dem Heer des Fürsten Jogaila zum Kampf gegen die Kreuzritter an und kämpfte 1410 in der Schlacht bei Tannenberg. Er kehrte 1411 mit seiner Frau Katharina von Ziegelheim zurück, die aus Preußen stammte. 1414 wurde der Grundstein für die neue Kapelle des hl. Gotthard gelegt. Im Jahr darauf vereinte Budiš von Budišov seine Güter mit denen des Dobeš von Meseritsch. Ab 1420 gehörte Budišov dem Dobeš Meziříčský von Popovice und Cimburk und ab 1438 den Herren von Boskowitz. Ab 1446 wurde der Ort als super municione Budissow bezeichnet und im selben Jahre erfolgte die Erhebung der Kapelle zur Kirche. 1450 wurde Protasius von Boskowitz und Černahora Besitzer des Ortes. 1476 kaufte Mrakeš von Noskau Budišov zusammen mit Tasov. Ferdinand I., erhob Budišov am 14. September 1538 zum Städtchen.
Im Jahre 1568 kaufte der Besitzer von Budišov, Jan Martinkovský von Roseč, die wüste Feste Hrádek mit zwei Höfen, elf Insassen in Tasov sowie fünf in Zhoř von Magdalena von Chlewsko hinzu. 1573 erwarb Wenzel Berka von Dubá und Leipa die Güter. Nach dem Tode von Matthias Ferdinand Franz Berka von Dubá und Leipa übernahm 1644 dessen Witwe Hippolyta Franziska von Fürstenberg-Stühlingen die Herrschaft. Seit 1708 wurde der deutsche Name Budischau verwendet. Im Jahre 1710 erbte Wenzel Albrecht Graf von Würben und Freudenthal die Herrschaft von Rosalie Franziska Kinsky. Er verkaufte Budischau 1715 an die Gräfin Anna von Paar. Ihr Mann, der k.k. Geheimrat Josef Ignaz von Paar (1660–1735), machte Budischau zu seinem Herrschaftssitz und ließ zwischen 1721 und 1728 das Schloss und die Kirche umbauen. 1748 verlegte Guido von Paar seinen Sitz von Budischau nach Wien, wo er 1751 verstarb. Im Jahre 1750 bestand der Marktflecken Budischau aus 24 Bauernwirtschaften, 18 Viertelhüfnerstellen und einem Hof. Die ersten Zünfte wurden 1758 durch die Schuster und Schneider gegründet. In den nachfolgenden Jahren schlossen sich weitere Handwerkergruppen zusammen. Im Jahre 1730 hatte das Städtchen 630 Einwohner. 1768 erwarb Franz Josef Freiherr von Jungwirth die Herrschaft Budischau im Tausch gegen Kardašova Řečice von Wenzel Fürst von Paar. 1794 verkauften die vier Töchter Jungwirths die Herrschaft an Joachim Ritter von Stettenhofen. Im selben Jahre wurde eine Baumwollspinnerei gegründet, das gefertigte Garn wurde in Stettenhofens Fabrik in Erbreichersdorf weiterverarbeitet. 1798 gründete Stettenhofen die Ansiedlung Mihoukovice und im Jahr darauf errichtete Karl Kundelius bei der Budischauer Mühle die Ansiedlung Kundelov. Die mitten auf dem Budischauer Markt gestandene herrschaftliche Schänke verkaufte Stettenhofen 1795, in ihrer Umgebung wurden bald neue Baustellen angelegt. 1808 war die neue Schule fertiggestellt; wegen des französischen Einmarsches und des Krieges hatte sich ihre Fertigstellung um sechs Jahre verzögert. 1813 ging die Herrschaft nach dem letzten Willen Joachims von Stettenhofen an Joachim Vincenz von Baratta über. Dieser ertrank am 21. Juni 1816 in der Donau. Sein Erbe trat Amalie Marie Gräfin von Pötting-Persing an, ihr folgte ab 1838 Karl Freiherr von Baratta-Dragono.
Nach der Aufhebung der Patrimonialherrschaften bildete Budischau ab 1850 eine Marktgemeinde im Bezirk Trebitsch. Im selben Jahre wurden große Teile des Städtchens durch einen Stadtbrand zerstört. 1854 wurde der tschechische Name Budišov als amtliche Ortsbezeichnung eingeführt. Im Jahre 1900 lebten in Budišov 1178 Menschen, die fast alle der tschechischen Volksgruppe angehörten. 1930 bestand Budišov aus 143 Häusern und hatte 706 Einwohner, hinzu kamen noch in den Ortsteilen Budišovský zámek (Schloss Budischau) 90 Einwohner in 13 Häusern, Kundelov 106 Einwohner in 23 Häusern, Mihoukovice 105 Einwohner in 22 Häusern und Rejdůveň 104 Einwohner in 21 Häusern. 1947 lebten im Ort insgesamt 1103 Menschen. Der Status als Městys wurde 1948 nicht erneuert und Budišov sank zum Dorf herab. 1970 lebten in den 385 Häusern des Ortes 1213 Menschen, darunter fünf Slowaken. 1980 erfolgte die Eingemeindung von Hodov, Kamenná, Nárameč, Rohy und Studnice. Am 10. Oktober 2006 erhielt Budišov den Status eines Městys zurück.

## Gemeindegliederung
Der Městys Budišov besteht aus den Ortsteilen Budišov (Budischau) und Mihoukovice (Mihaukowitz). Grundsiedlungseinheiten sind Budišov, Kundelov (Kundelau), Mihoukovice und Rejdůveň. Zu Budišov gehören außerdem die Ansiedlungen Holeje (Amalienhof) und Věterák.

## Sehenswürdigkeiten

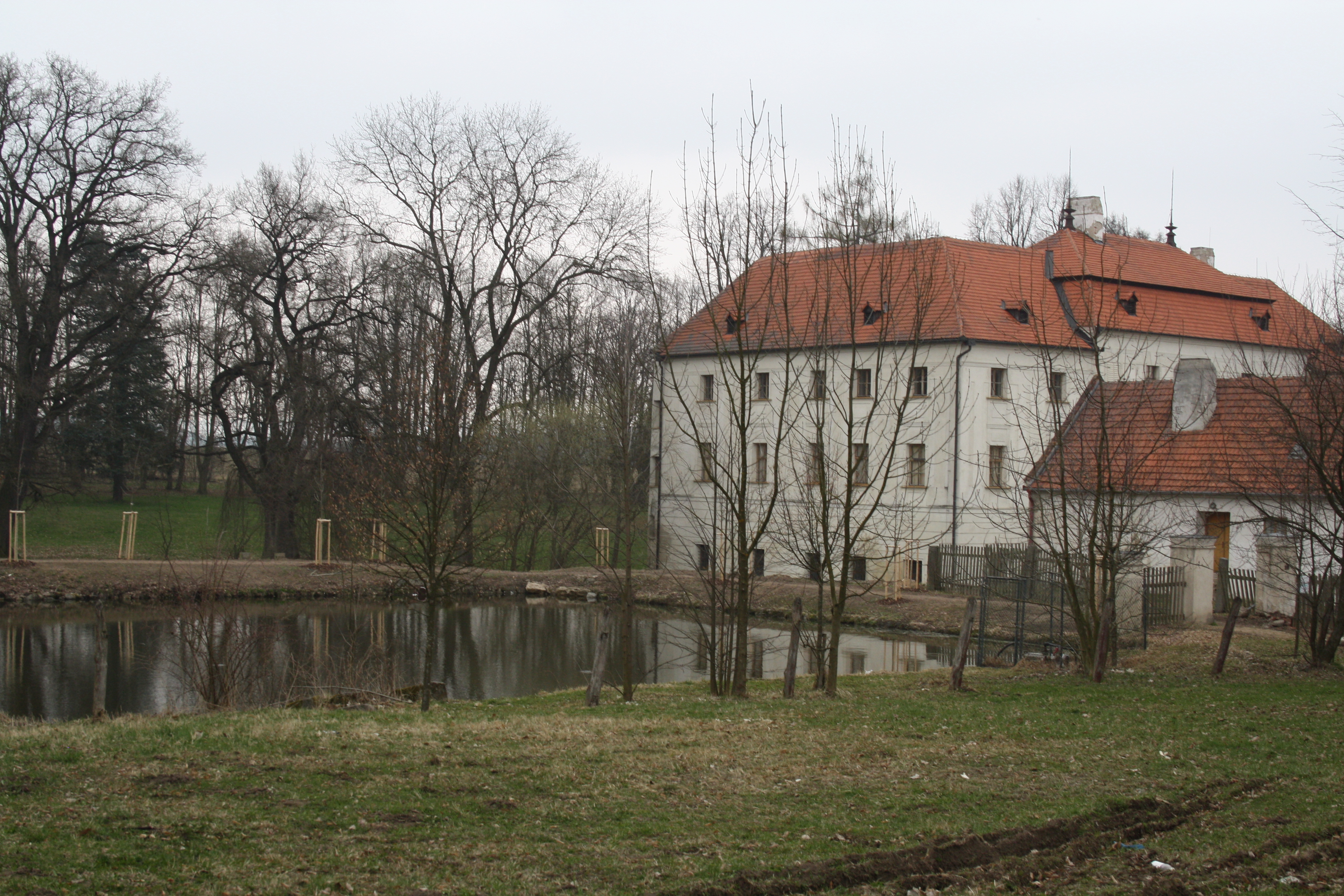
Schloss Budišov

- Schloss Budišov, 1721–1728 als herrschaftlicher Sitz des Grafen Paar barock umgestaltet. Die Fresken der Schlosskapelle St. Anna schuf der Wiener Maler Anton Joseph von Prenner. Die in der Kapelle befindlichen Porträts der drei Kinder der Familie Paar stammen von Peter Johann Brandl. Die sieben Wandbilder der Schlosskapelle schuf Heinrich Friedrich Füger im Jahre 1780. Das Schloss wurde 1974 vom Ortsnationalausschuss an das Mährische Landesmuseum in Brünn übergeben, das mit der Renovierung begann. Es dient heute als Zoologisches Museum des Mährischen Landesmuseums.
- Schlosstor
- Kirche Mariä Himmelfahrt und St. Gotthard, das ehemals gotische Bauwerk aus dem 12. Jahrhundert wurde mehrfach umbaut. Im 16. Jahrhundert erfolgte der Anbau eines Turmes im Renaissancestil, 1721–1723 wurde das Gotteshaus barockisiert. Der Kirchturm wird von einer großen Wetterfahne der Jungfrau Maria und des hl. Gotthard gekrönt, die der Giralda von Sevilla nachempfunden wurde und ein Werk von Georg Raphael Donner ist. Die Kanzel am Hauptaltar ist ebenfalls ein Werk Donners.
- Friedhofsmauer mit Tor, die Engelstatue am Friedhofstor stammt von Lorenzo Mattielli.
- barockes Pfarrhaus
- Kapelle in Mihoukovice, erbaut 1898
- Wassermühle in Kundelov, hier wurde 1882 Amalie Malá, die Mutter von Alfons Maria Mucha geboren
- Dorfglocke in Kundelov, errichtet 1876
- ehemalige Holländerwindmühle „Věterák“, auf dem Windmühlberg nördlich des Ortes, erbaut im 19. Jahrhundert